# Station Łagiewniki Dzierżoniowskie
Station Łagiewniki Dzierżoniowskie is een spoorwegstation in de Poolse plaats Łagiewniki.